# Peugeot 504
La Peugeot 504 è un'autovettura di classe medio-alta prodotta dalla casa automobilistica francese Peugeot tra il 1968 ed il 2005 (in Europa solo fino al 1983).

## Storia

### Genesi e debutto
L'invecchiamento della 404 e l'assenza di una vera vettura di segmento superiore indussero i vertici della Casa di Sochaux a pensare a un nuovo modello che l'affiancasse dall'alto, per poi sostituirla gradualmente.
Il progetto fu avviato già nella prima metà degli anni sessanta e nel 1964 si videro le prime realizzazioni in scala 1:1 provenienti dall'atelier torinese Pininfarina. Inizialmente fu proposta una vettura di impostazione classica, sempre a tre volumi, ma con un accenno di "pinne" posteriori. Tale soluzione venne eliminata in seguito, proponendo una coda spiovente più simile a quella definitiva, ma con un frontale dai gruppi ottici che ricordavano troppo la sorella minore 204. In seguito, dopo altri tentativi si giunse al modello definitivo. La vettura fu pronta già nella primavera del 1968, ma i disordini relativi al maggio francese ne fecero slittare la presentazione al 12 settembre dello stesso anno, al Salone di Parigi.

### Design ed interni
La carrozzeria, visti i buoni risultati commerciali dei modelli precedenti, venne disegnata con la consulenza della Pininfarina, nella persona di Aldo Brovarone, designer dell'atelier torinese, che ne tracciò le linee fondamentali). La 504 si presentava come una berlina a tre volumi e quattro porte con un'originale coda spiovente, spaziosa, confortevole e ben rifinita, nonché assai più moderna nelle sue linee rispetto all'anziana berlina 404.

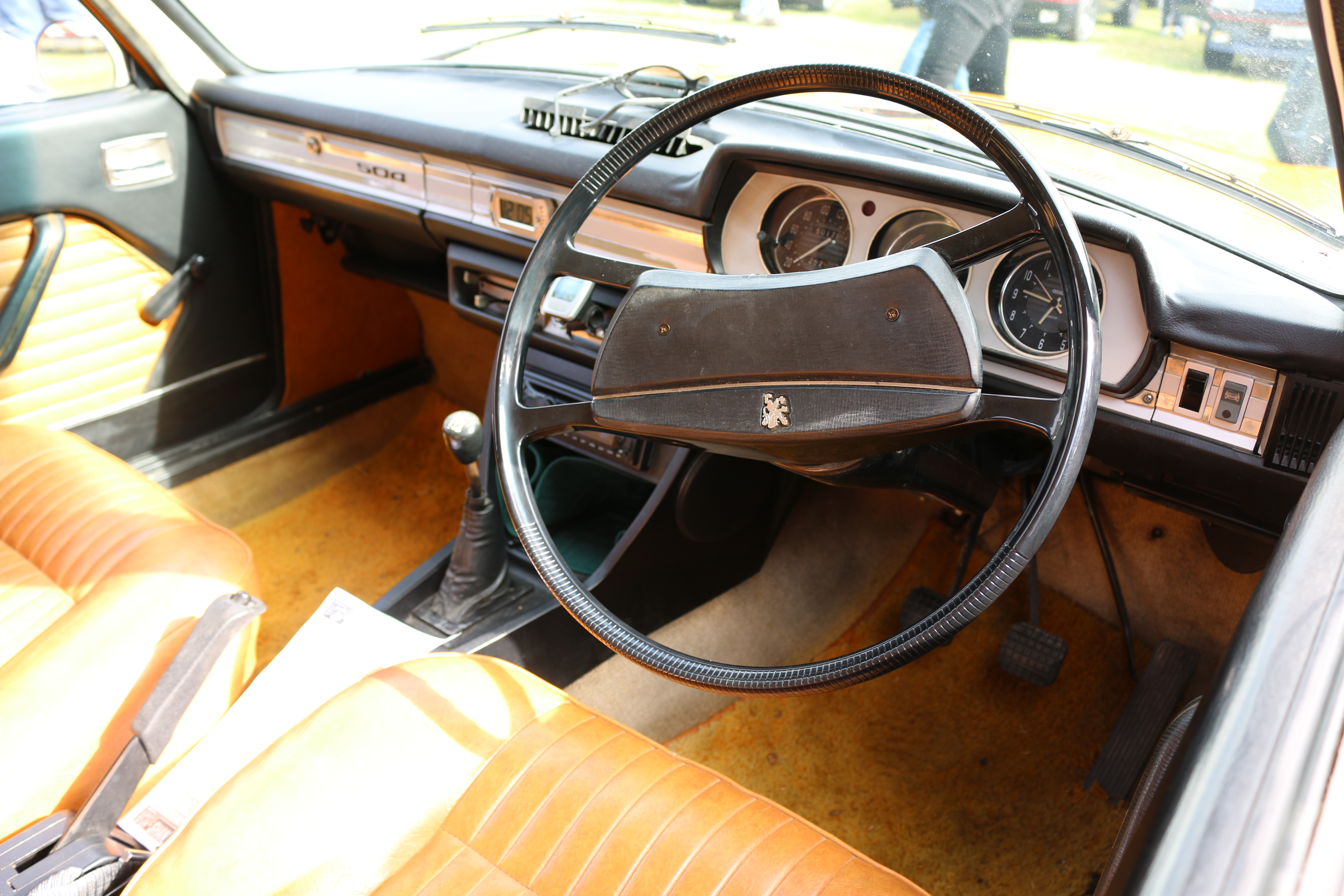
Interni di una Peugeot 504 GL del 1974

Il frontale rappresenta già di per sé un netto salto in avanti dal punto di vista del design, poiché riprende in maniera più moderna e decisa le linee proposte sulla più piccola 204, in cui spiccano i grandi gruppi ottici trapezoidali che sostituiscono definitivamente i fanali tondi delle precedenti berline e la calandra rettangolare a listelli orizzontali. Sotto di essi trovano posto gli indicatori di direzione e le piccole luci di posizione. La fiancata evidenzia forse l'aspetto vistosamente più moderno, evidenziato dall'assenza di obsolete "pinne" nella zona posteriore, a cui si aggiunge anche la già citata coda spiovente ad angolo, uno degli elementi più caratteristici e riconoscibili della vettura che, in generale, si distingue per le linee tese e meno arrotondate, più attuali per l'epoca. 
I cerchi erano da 14 pollici con i tipici copricerchi cromati con rigonfiamento nella zona centrale e pneumatici da 175 mm di larghezza battistrada. La parte posteriore è caratterizzata da un lunotto relativamente ampio e innervato dal termosbrinatore, come ampio era anche il portellone del bagagliaio. Inconfondibili erano i piccoli gruppi ottici posteriori dai lati verticali curvilinei.
Semplice e piuttosto essenziali, ma in linea con gli standard dell'epoca, gli interni e il gruppo plancia-cruscotto. Quest'ultimo propone una palpebra con tre quadranti circolari che ospitano tachimetro, orologio e quadrante contenente spie e indicatori, come quello del livello carburante e dell'olio. 
Sul piantone del volante si trova anche la leva del cambio, altro retaggio superstite della precedente 404. 
L'abitabilità di buon livello è garantita dalle generose dimensioni del corpo vettura (4.486 metri di lunghezza per la versione berlina) e dell'interasse (2.74 m tra l'asse anteriore e quello posteriore).

### Meccanica e motorizzazioni
La struttura della 504 era a scocca portante, interamente in acciaio con un innovativo trattamento anticorrosione ottenuto per elettroforesi. L’impostazione tecnica della 504 lasciava spazio prevalentemente alla tradizione, per cui durante lo sviluppo del progetto non vi furono gli stessi slanci innovativi che caratterizzarono invece la Peugeot 204 nata tre anni prima. Pertanto venne mantenuta la classica architettura meccanica che prevedeva motore longitudinale anteriore e trazione sulle ruote posteriori, esattamente come nella 404. Tale approccio fu voluto per non allontanare troppo l'abituale clientela più conservatrice, specialmente visto il successo avutosi con il lancio della 204. 
Ciononostante, non mancarono anche alcune novità tecniche, specialmente per quanto riguardava la meccanica telaistica. Se infatti l’avantreno confermò la soluzione a ruote indipendenti con schema MacPherson, il retrotreno rinunciò al ponte rigido in favore di una nuova soluzione a ruote indipendenti con differenziale sospeso, bracci longitudinali e molle elicoidali. Artefice di tale nuovo schema, anch’esso voluto per privilegiare il comfort a bordo, fu l’ingegner André Deforcan, zelante progettista alle dipendenze della Casa del leone rampante. Il nuovo retrotreno, comunque, oltre che motivo di un maggior comfort, fu anche all’origine di una miglior tenuta di strada, senza contare l’aumento delle carreggiate di ben 7 cm. Per quanto riguarda l’impianto frenante, si assistette a un’ulteriore novità, costituita dall’arrivo dei quattro freni a disco, una decisione che ruppe decisamente con la soluzione a quattro tamburi, denominata "freni termostabili", ossia a efficacia che non risentiva della maggior temperatura dell'impianto nell'uso anche gravoso, specifica per le Peugeot e proposta fino a poco tempo prima nella 404,che aveva iniziato da non molto a montare su alcune sue versioni i dischi all’avantreno).
La 504 debuttò sul mercato con una gamma costituita da due motorizzazioni. Anche qui, la Casa di Sochaux si divise fra tradizione e innovazione, proponendo da una parte un classico motore da 1.796 cm3 a carburatore della potenza di 82 CV DIN (oppure 87 CV SAE, a seconda del criterio di misurazione adottato), e dall’altra un motore di pari cilindrata ma con una ben più moderna alimentazione a iniezione meccanica Kugelfischer che fece balzare l’erogazione di potenza massima a 97 CV DIN (o 103 CV SAE).
Per quanto riguarda la trasmissione, la 504 restò, come si è detto, fedele alla trazione posteriore, e lo fece proponendo un tradizionale cambio manuale a 4 marce, ma prevedendo a richiesta anche un cambio automatico ZF a 3 rapporti. L’albero di trasmissione era diviso in due parti collegate fra loro mediante un giunto Glaenzer-Spicer, mentre la frizione era del tipo monodisco a secco, con comando idraulico e meccanismo a diaframma.

## Evoluzione del modello

### La carriera in Europa
La produzione venne avviata subito dopo la presentazione, inizialmente solo in configurazione berlina a 4 porte, e con una gamma consistente solo nelle due versioni descritte poc'anzi. Alla fine dello stesso anno, la 504 viene insignita del titolo di Auto dell'anno. Fu la prima Peugeot a fregiarsi di tale titolo. 
Nel 1969 la gamma venne ampliata con l'introduzione delle versioni coupé e cabriolet, disegnate e assemblate in Italia, anch'esse firmate Pininfarina. Entrambe le eleganti e raffinate sportive erano equipaggiate col 4 cilindri di 1,8 litri, che però aveva dato grossi grattacapi per la messa a punto dell'impianto di iniezione. Nessuna grossa novità, invece, per quanto riguardava la gamma della berlina. 

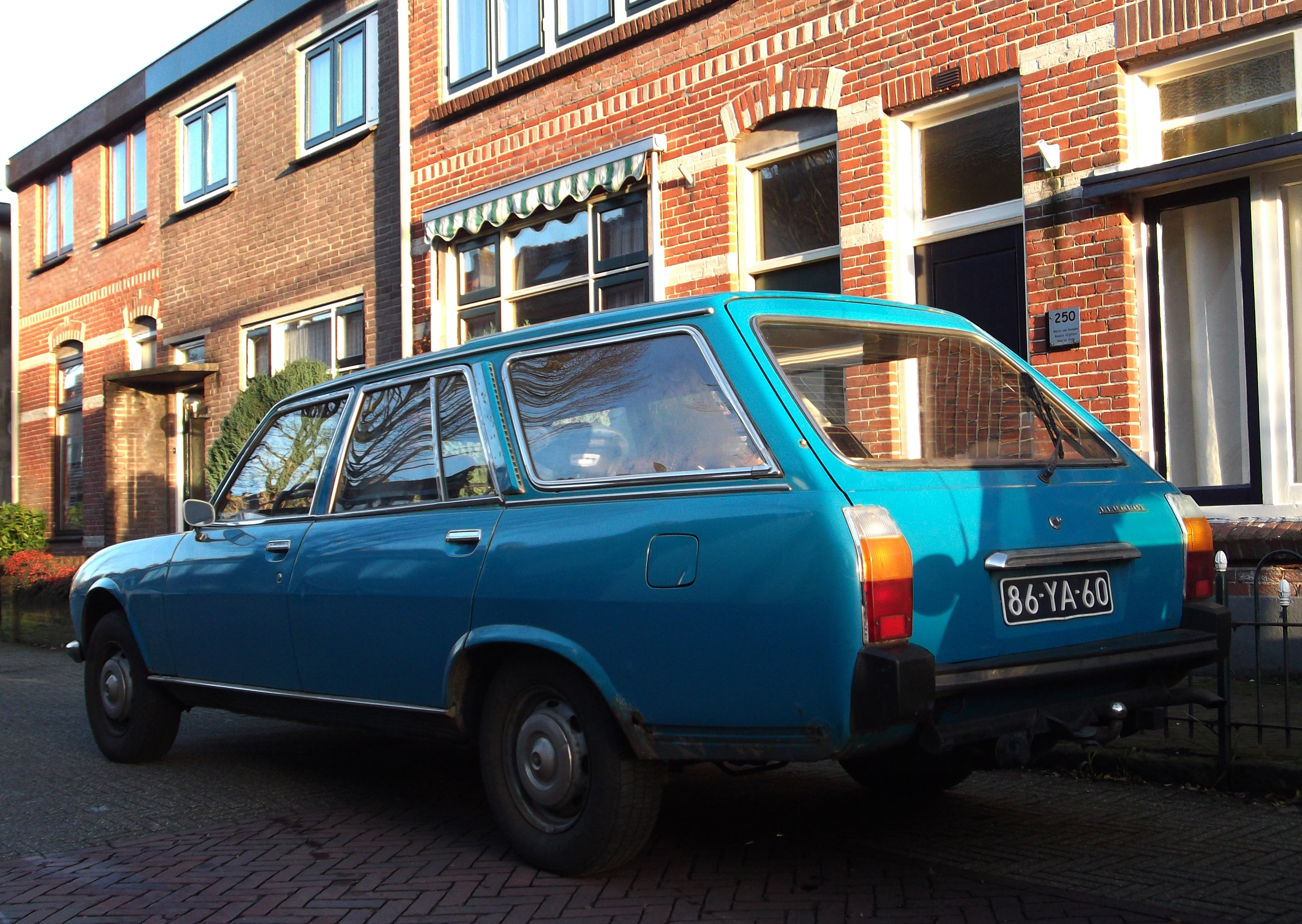
Posteriore di una Peugeot 504 Station Wagon del 1976

Nel gennaio 1970, la 504 cominciò ad essere esportata anche nel mercato statunitense, mentre nel settembre dello stesso anno, la cilindrata venne elevata a 1971 cm³, sia per la versione a carburatore sia per quella ad iniezione. Quest'ultima vide modificato anche il sistema di alimentazione, sempre ad iniezione meccanica Kugelfischer, ma con una pompa d'iniezione di nuovo tipo. Inoltre, fu introdotto anche un motore diesel, della cilindrata di 2112 cm³, anch'esso ancora aspirato (i primissimi motori turbodiesel non sarebbero arrivati che otto anni dopo), ed in grado di erogare una potenza massima di 65 CV DIN a 4500 giri/min. 
Il vecchio motore da 1.8 litri non venne però pensionato del tutto, ma venne riservato ad una nuova variante della 504, o meglio ad una famiglia di varianti: nel 1971, al Salone di Parigi, furono infatti introdotte le tre versioni "multiuso", vale a dire: la Break, la Familiare e la Commerciale. In tale occasione venne rispolverato il 1.8 a benzina, disponibile per queste versioni, ma solo con alimentazione a carburatore e con potenza ridotta da 83 a 73 CV. Solo la 504 Commerciale era equipaggiata con tale motore, ed in alternativa anche con un motore diesel da 1948 cm³ di cilindrata, lo stesso che già da qualche anno veniva montato sul furgone J7. Tale motore erogava 53 CV DIN di potenza massima. 

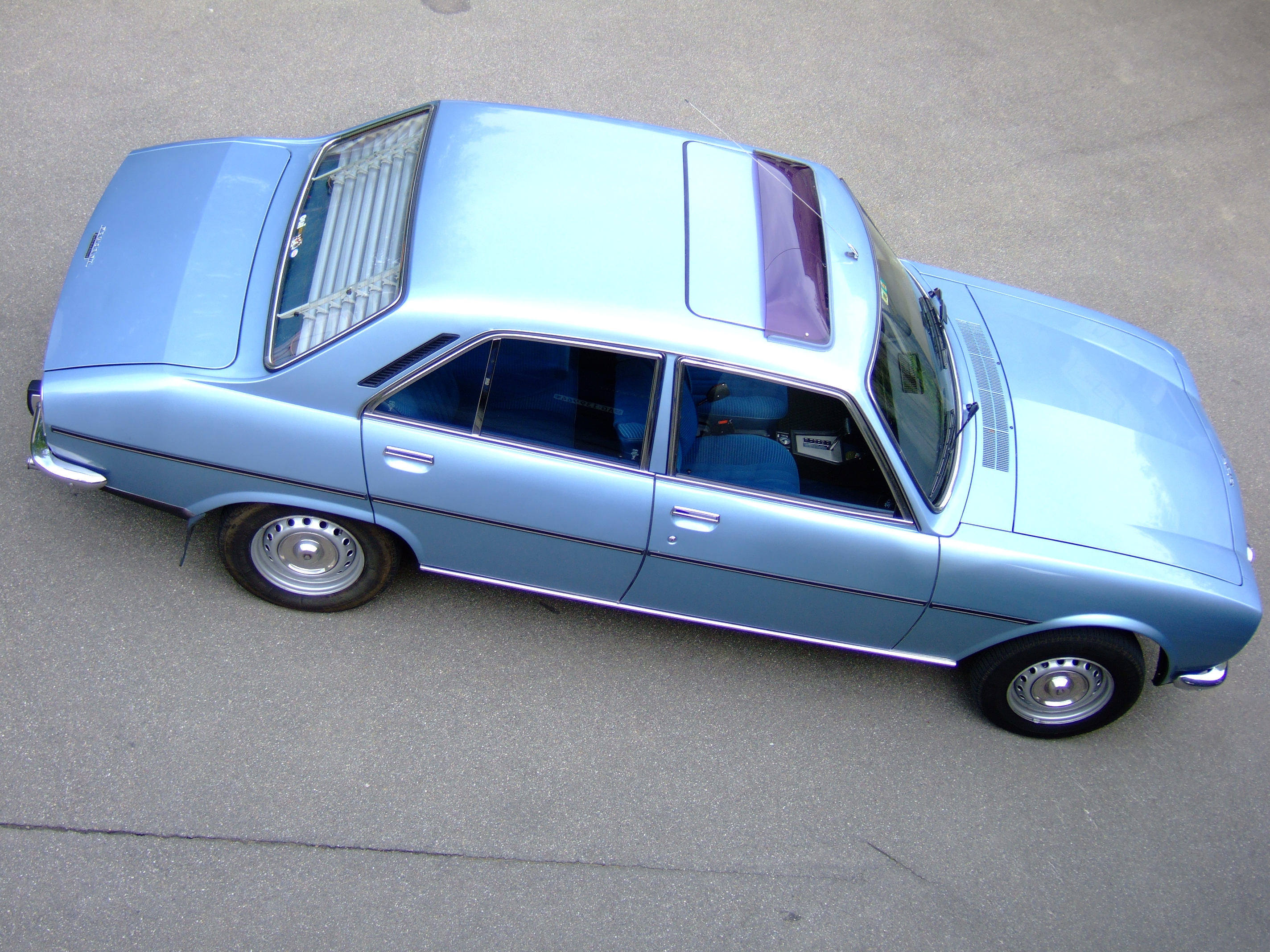
Una 504 TI, introdotta nel 1973

Nella primavera del 1973 la gamma venne completamente rivista e nacque la 504 L (con motore a benzina di 1,8 litri depotenziato a 79 CV, quindi più economico), berlina dotata di un allestimento semplificato e di retrotreno a ponte rigido, oltre che di freni posteriori a tamburo. Le altre versioni, GL, Ti e GLD, conservarono le ruote indipendenti. Internamente, uno dei più visibili aggiornamenti fu lo spostamento della leva del cambio dal piantone del volante al pavimento, aggiornamento non previsto però nelle versioni giardinette. Meccanicamente, invece, la 504 Ti ereditò dalla precedente 504 Injection la possibilità di avere a richiesta il cambio automatico a 3 rapporti. All'inizio dello stesso anno compare anche la versione ambulanza. La gamma '73 era composta a questo punto da:
- 504 L (1796 cm³ a carburatore, 79 CV);
- 504 Commerciale (1796 cm³ a carburatore, 73 CV);
- 504 GL, Break, Break SL e Familiale (1971 cm³ a carburatore, 93 CV);
- 504 Ti, Coupé e Cabriolet (1971 cm³ a iniezione, 104 CV);
- 504 Commerciale D (1948 cm³ diesel, 53 CV);
- 504 GLD e Familiale Diesel (2112 cm³ diesel, 65 CV).

Tra le novità di rilievo per il 1974 vi fu la Commerciale con motore 1.8 da 73 CV; vi fu inoltre il cambio automatico optional esteso anche alle 504 GL (berlina, Break e Familiale), mentre dal settembre dello stesso anno le versioni coupé e cabriolet poterono essere ordinate anche con il V6 PRV da 2.7 litri. Inoltre, il motore 1.9 diesel venne esteso anche alla berlina, ma con potenza di 56 CV, dando luogo alla 504 LD. L'anno successivo, la 504 Commerciale venne sostituita dalla 504 Break LD, sempre spinta dal 1.9 diesel da 50 CV, mentre nel 1976, la 504 TI ricevette i vetri elettrici anteriori.
Nel 1977, la gamma subì numerosi aggiornamenti: prima di tutto comparve una nuova calandra a due sottili listelli orizzontali, non presente però nelle versioni L ed LD, che continuarono a mantenere la calandra originaria. Inoltre, il 2 litri benzina a carburatore passò da 93 a 96 CV, mentre quello ad iniezione passò da 104 a 106 CV con l'ausilio di una nuova pompa di iniezione. Nel corso dello stesso anno, poi, la 504 GLD berlina ricevette un nuovo motore diesel aspirato da 2304 cm³, in grado di erogare 70 CV di potenza massima. Tale motore non fu inizialmente previsto per la 504 GLD Break, che mantenne quindi il 2.1 diesel da 65 CV. Solo a partire dal 1978, anche per questa versione vi fu l'arrivo del 2.3 diesel. Invece, per quanto riguarda la Break LD, venne pensionato il 1.9 diesel da 50 CV a favore del 2.1 diesel con potenza ridotta da 65 a 59 CV. Vi fu quindi un avvicendamento di motori diesel. Alla fine dei giochi, l'unico modello a mantenere il 1.9 diesel fu la 504 LD berlina, con potenza invariata a 56 CV. Questo valse solo fino all'anno successivo, quando anche la 504 LD berlina riadottò il 2.1 diesel (non depotenziato, quindi da 65 CV), fatto che sancì il definitivo pensionamento del 1.9 diesel, tranne che per alcune particolari applicazioni, come la 504 pick-up.

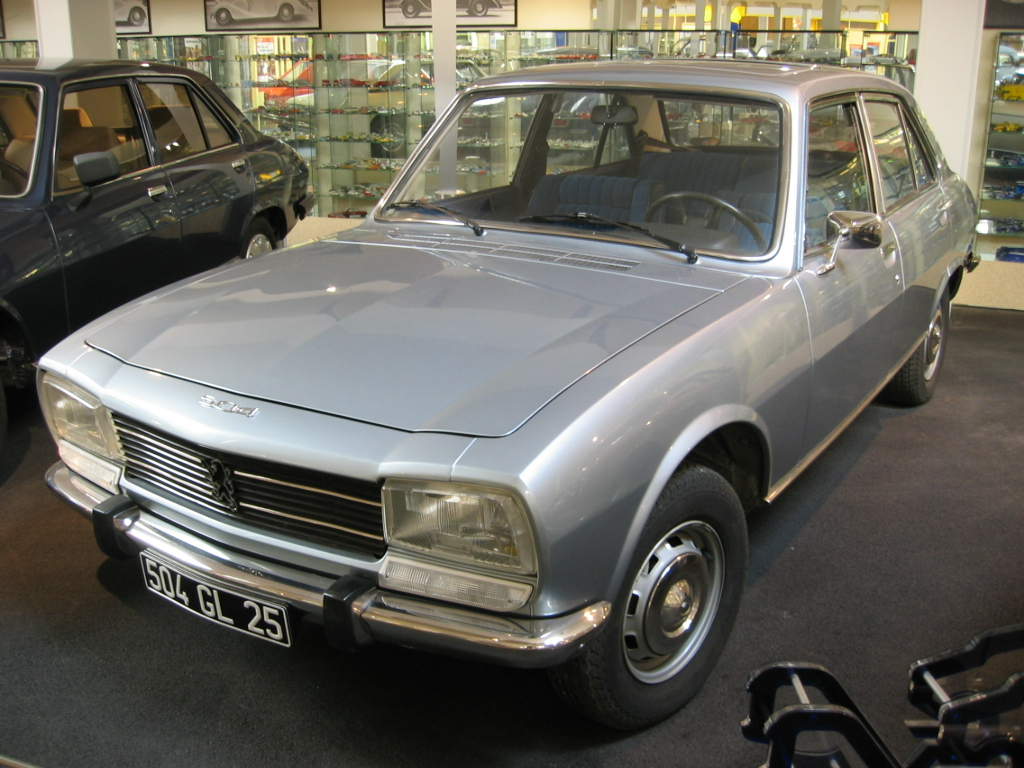
Il frontale ristilizzato di una 504 con la nuova calandra introdotta nell'aggiornamento del 1977

Nel 1980, sparirono dal listino le versioni 2 litri a benzina e 2.3 diesel, per dare più spazio alla nuova Peugeot 505 lanciata l'anno prima. Rimase in listino la versione 1.8 a benzina, mentre per le versioni berlina e Familiale erano disponibili due nuovi allestimenti al posto del GL. Tali allestimenti, denominati GR ed SR , potevano indifferentemente essere accoppiati al 1.8 a benzina da 79 CV o al 2.1 diesel da 65 CV, uniche motorizzazioni previste a quel punto per la berlina. Le versioni Break, invece, non subirono grossi cambiamenti nella gamma motori e rimasero quindi disponibili anche con il 2 litri a carburatore da 96 CV e con il 2.3 diesel da 70 CV. Il 2 litri venne mantenuto anche per la versione cabriolet, anche se ad iniezione, mentre la coupé fu disponibile solo con il V6 PRV da 2.7 litri. In sostanza, questa era la gamma 504 nel 1980:
- 504 GR/SR berlina (1796 cm³ a carburatore, 79 CV);
- 504 GRD/SRD berlina (2112 cm³ diesel, 65 CV);
- 504 Break (1796 cm³ a carburatore, 73 CV);
- 504 Break GR e Break Familiale (1971 cm³ a carburatore, 96 CV);
- 504 Break D (2112 cm³ diesel, 59 CV);
- 504 Break GRD e Break Familiale D (2304 cm³ diesel, 70 CV);
- 504 Cabriolet e Coupé (1971 cm³ iniezione, 106 CV);
- 504 coupé V6 (2664 cm³ iniezione, 144 CV).

Nel 1981, la 504 berlina venne tolta dal listino di diversi Paesi europei, tra cui quello tedesco. Nel 1982, nei Paesi dove prevista, la berlina venne proposta solo con lo storico 1.8 da 79 CV, mentre le versioni giardinette erano disponibili con il 1.8 da 73 CV, il 2 litri benzina da 96 CV o il 2.1 diesel da 59 CV.
Nel 1983, per gli ultimi mesi di produzione della 504, la gamma vide delle riproposizioni: la berlina GRD fu infatti riproposta con motore diesel da 2.3 litri e 70 CV al posto del vecchio motore da 2.1 litri. Le versioni giardinette, ora chiamate solamente Familiale potevano essere equipaggiate con il 2 litri a carburatore da 96 CV o il 2.3 diesel da 70 CV. Ma nell'estate del 1983 la produzione della 504 in Francia cessò definitivamente.

### Le 504 Break, Familiale e Commerciale

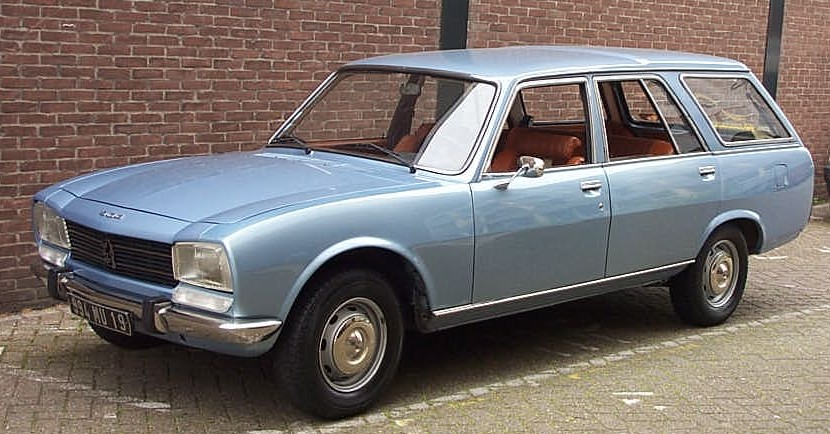
Una 504 Break del '78

Finora indicate genericamente come "giardinette", le tre versioni "tuttospazio" della 504, differivano meccanicamente dalle berline, dalle coupé e dalle cabriolet per il retrotreno ad assale rigido e con freni a tamburo. L'unica berlina che montava tale soluzione era la versione L, la più economica della gamma. Inoltre, sfruttavano il pianale della berlina, ma con passo allungato di 16 cm (da 2.74 m a 2.9 m). Esteriormente identiche l'una dall'altra, queste versioni avevano in realtà tre identità ben definite:
- la Break, versione berlina quattro porte, era caratterizzata dalla presenza di due file di posti, due davanti e tre nel divano posteriore. Il bagagliaio era assai capiente. Si trattava di una vettura per famiglie non numerose che avevano l'abitudine di effettuare viaggi. Presentata alla fine del 1971, venne commercializzata solo a partire dall'anno seguente e proposta inizialmente con un motore a benzina ed uno diesel. Il primo era il 2 litri a carburatore da 93 CV, mentre il secondo era l'unità da 2.1 litri in grado di erogare 65 CV. In seguito sarebbero arrivati anche il 1.8 a benzina da 73 CV ed i diesel 1.9 da 50 CV e 2.3 da 70 CV.
- la Familiale, versione station wagon, era più adatta a famiglie numerose, dal momento che vantava una terza fila di due sedili, anch'essi frontemarcia, per un totale di sette posti. La Familiale è stata introdotta in concomitanza con il lancio della Break, e con le stesse motorizzazioni d'esordio. Successivamente hanno subito le stesse evoluzioni fino al 1979. In quell'anno, infatti, il nome Familiale, pur identificando sempre la 504 a sette posti, è stato utilizzato per indicare un allestimento della 504 Break. A quel punto, le motorizzazioni disponibili erano il 2 litri a benzina da 96 CV o il 2.3 diesel da 70 CV. Con la gamma così strutturata, la 504 Break Familiare sarebbe giunta fino a fine produzione nel 1983.
- la Commerciale, versione furgonetta, era orientata verso i commercianti e gli artigiani, che avevano bisogno di un vano di carico estremamente ampio. Introdotta nella seconda metà del 1972, la Commerciale era disponibile solamente con il 1.8 a benzina da 73 CV ed il 1.9 diesel da 50 CV. La produzione della Commerciale terminò nel 1975: tale versione fu sostituita nello stesso anno dalla 504 Break LD.

Da queste versioni sono state poi derivate le cosiddette 504 Dangel, ossia delle varianti per uso fuoristrada.

### Le 504 Coupé e Cabriolet
Introdotte nel 1969, le 504 coupé e cabriolet sono state anch'esse disegnate da Pininfarina, che per queste varianti ha optato per un corpo vettura completamente nuovo, piuttosto che limitarsi ad una versione della 504 a due porte e con padiglione tagliato. Inoltre, il pianale utilizzato, seppur derivato da quello della berlina, era caratterizzato in entrambe le varianti di carrozzeria da un passo accorciato di ben 19 cm (da 2.74 m a 2.55 m). Per quanto riguarda la versione con carrozzeria chiusa, si trattava di una coupé a tre volumi dall'aspetto molto filante ed elegante, con un frontale più sottile ed affilato rispetto a quello visto nella berlina e nelle versioni "giardinette". Ai lati di una calandra tagliata in due da una fila di tre sottili listelli orizzontali ravvicinati, trovavano posto i gruppi ottici quadrangolari sdoppiati. A disegnare le linee del muso era anche e soprattutto il cofano motore con il suo andamento spiovente in avanti. Il parabrezza avvolgente introduceva alla fiancata, dalle linee filanti per l'epoca e gradevoli anche anni dopo la sua uscita di produzione. La parte posteriore dall'ampio lunotto sfoggiava una coda anch'essa leggermente spiovente e caratterizzata dai gruppi ottici a tre elementi verticali. Le stesse caratteristiche si ritrovavano anche nella 504 Cabriolet, con l'ovvia eccezione del tetto, del padiglione e del lunotto, sostituiti da una capote in tela che non toglieva eleganza alla vista d'insieme.

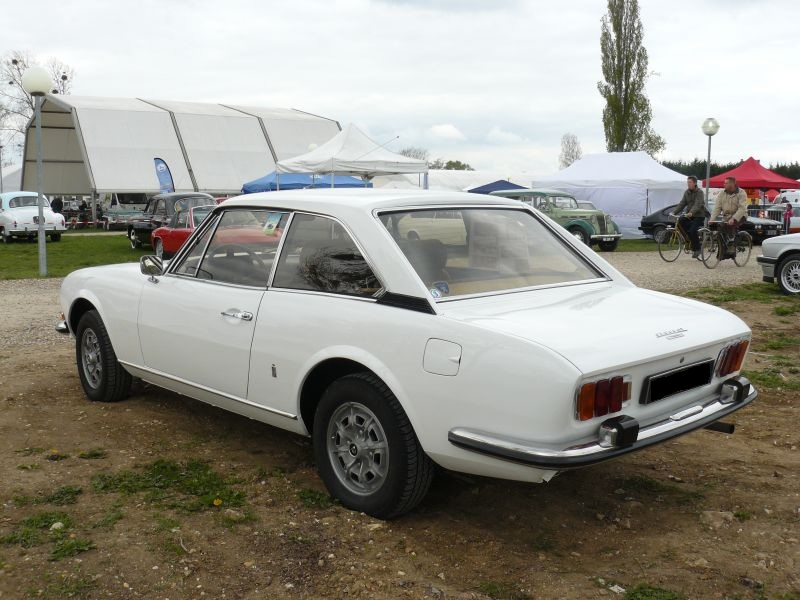
Posteriore di una 504 coupé

Le 504 Coupé e Cabriolet sono state proposte al loro debutto con un'unica motorizzazione, consistente nel 1.8 ad iniezione meccanica Kugelfischer, della potenza di 97 CV DIN (103 CV SAE), lo stesso montato anche sulla berlina. La trasmissione era affidata unicamente ad un cambio manuale a 4 marce, senza possibilità di optare per un cambio automatico. Un'altra differenza stava anche nel posizionamento della leva del cambio, posizionata sul pavimento.
Alla fine del 1970, il 1.8 venne sostituito dal 2 litri ad iniezione in grado di erogare 104 CV, anch'esso montato pure sulla berlina: nella stessa occasione, il cambio automatico a 3 rapporti divenne optional anche sulle coupé e cabriolet. Due anni dopo, nel 1973, il cambio automatico venne tolto dalla lista optional della cabriolet, per rimanere disponibile solo sulla coupé.
Nel settembre del 1974, le coupé e cabriolet vennero sottoposte ad un leggero restyling che interessò soprattutto i gruppi ottici anteriori (che da doppi e quadrati divennero singoli e rettangolari) e posteriori (in un unico elemento rettangolare a sviluppo orizzontale) e gli interni (sedili, finiture). Con l'occasione, su entrambe, debuttò il V6 PRV di 2664 cm³, alimentato a carburatore, da 136 CV. Sparì invece dal listino il motore 2 litri, considerato poco brillante per il tipo di vetture. Anche con l'arrivo del nuovo motore, il cambio automatico a 3 rapporti rimase un optional riservato alla coupé.
Ma nel 1978, su richiesta della clientela, tornò il motore 2 litri ad iniezione, questa volta leggermente rivisto nelle curve di erogazione, e che in questo caso erogava 106 CV di potenza massima. Tale motore venne reintrodotto in affiancamento alla più costosa versione V6, che per l'occasione ricevette l'alimentazione ad iniezione Bosch K-Jetronic e riuscì quindi a raggiungere i 144 CV di potenza massima. Il V6 ad iniezione venne accoppiato ad un cambio manuale a 5 marce. L'arrivo del nuovo V6 valse solo per la coupé. La cabriolet fu proposta da quel momento solo con motore 2 litri. Le versioni con motore da 2 litri, sia coupé che cabriolet, continuarono a mantenere il cambio a 4 marce. Niente di nuovo per l'anno successivo, mentre nel 1980 vi fu un leggero restyling al frontale, che ha comportato un leggero ridisegnamento della calandra e l'adozione di paraurti più massicci. Un cambio a 5 marce sostituì quello a 4 marce nelle versioni con motore da 2 litri. Nel 1981, la coupé V6 beneficiò di nuovi cerchi in lega leggera. Nell'estate del 1983, le coupé e cabriolet vennero tolte di produzione assieme al resto della gamma 504. Per 14 anni non si vedranno più delle coupé Peugeot di fascia medio-alta. Solo nel 1997 esordirà la 406 Coupé, ancora opera di Pininfarina e considerata una delle più belle Peugeot della seconda metà del secolo. Quanto alla cabriolet, non vi saranno più modelli Peugeot della stessa fascia che ne raccoglieranno l'eredità.

### Le 504 Ambulanza, Pick-Up e Dangel 4x4

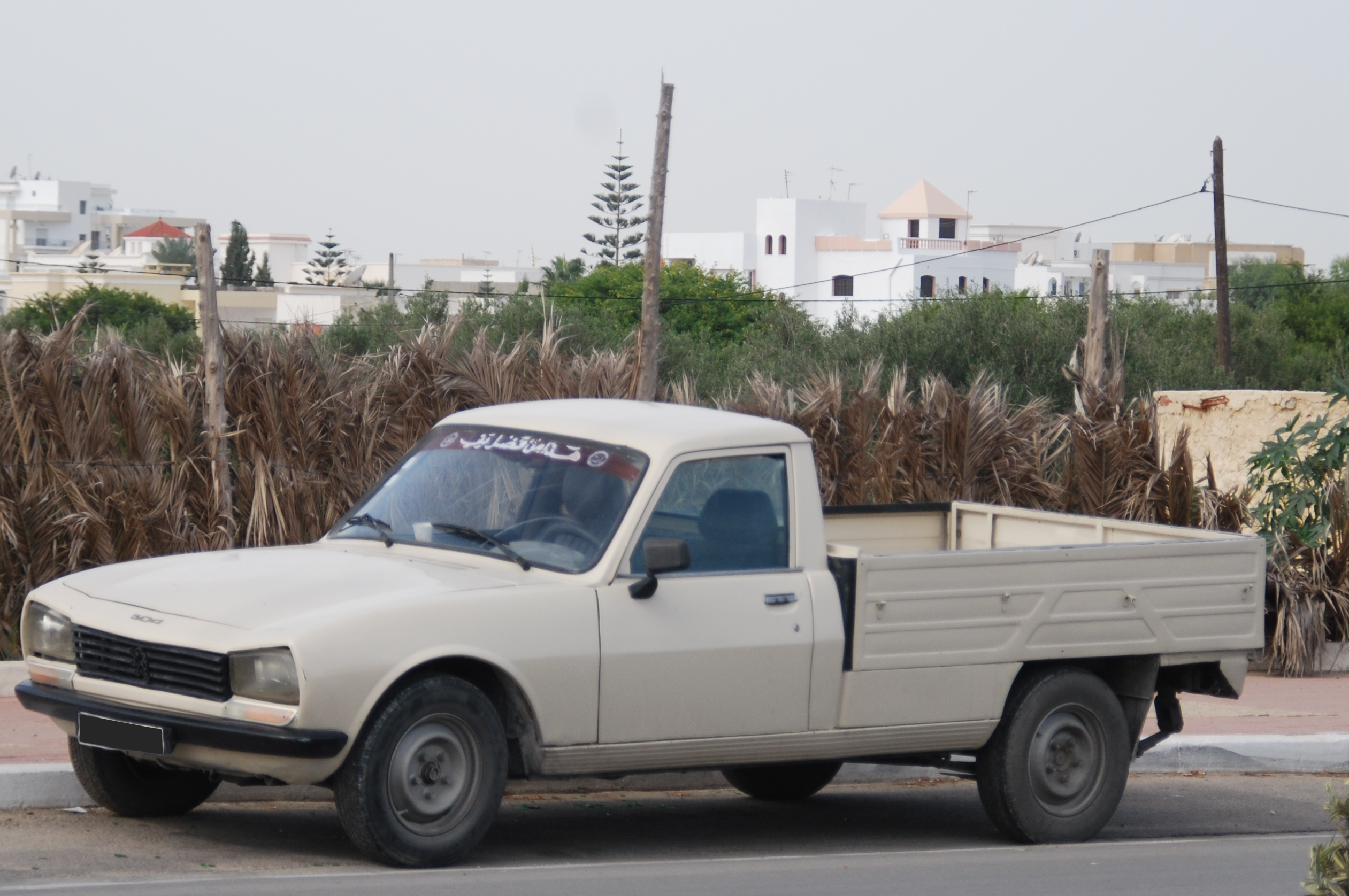
Una 504 Pick-Up

La versione pick-up della 504 venne introdotta nel 1979. Come suggerisce il nome, la vettura condivideva il corpo vettura delle normali 504 berline solo fino alla base del parabrezza. Oltre alla cabina guida leggermente rialzata, va poi ovviamente considerato il grande cassone per il carico merci (scoperto o coperto da una capote di protezione). Anche qui, ad a un avantreno a ruote indipendenti faceva da contraltare un retrotreno ad assale rigido. Particolare la gamma motori, composta da un'unità a gasolio ed una a benzina. Mentre la prima non era altro che il 1.9 diesel da 50 CV già proposto per le versioni Commerciale, l'unità a benzina non è mai stata montata su una 504, poiché si trattava nientemeno che del vecchio 1.6 XC da 62 CV, versione depotenziata dell'unità montata fino a qualche anno prima sulla 404 e rispolverato per equipaggiare questa variante particolare della 504. Nel 1982 alla gamma si aggiunse la versione GR, equipaggiata con il 1.8 a benzina da 79 CV. Nel 1983, terminò anche la produzione europea della 504 Pick-Up, ma non quella in Sudamerica, dove il pick-up continuò la sua carriera fino a tutti gli anni 90. Dal 1988 usufruì del motore diesel da 2.1 litri, mentre dal 1990 tale unità motrice sarebbe stata sostituita dal 2.3 diesel.
La 504 fu proposta anche in versione ambulanza: in questa configurazione, la 504 era proposta con motore 2 litri a benzina da 93 CV (poi passato a 96) o con motore 2.1 diesel da 65 CV (in seguito passato a 2.3 litri e 70 CV come nelle altre applicazioni della gamma).
Tra le evoluzioni più estreme della 504 vanno senz'altro ricordate quelle create dalla Dangel, una piccola azienda che nel corso degli anni si specializzò nel trasformare alcune normali station wagon Peugeot in vetture a trazione integrale. La 504 fu il primo modello con cui l'azienda francese si cimentò. Il risultato, noto come 504 Dangel, era una 504 Break con assetto fortemente rialzato, tre differenziali e spesso e volentieri un vero e proprio equipaggiamento per utilizzo off-road. Anche le 504 pick-up sono state spesso reinterpretate dalla Dangel, dando luogo alla 504 Dangel Pick-Up.

### La carriera extraeuropea

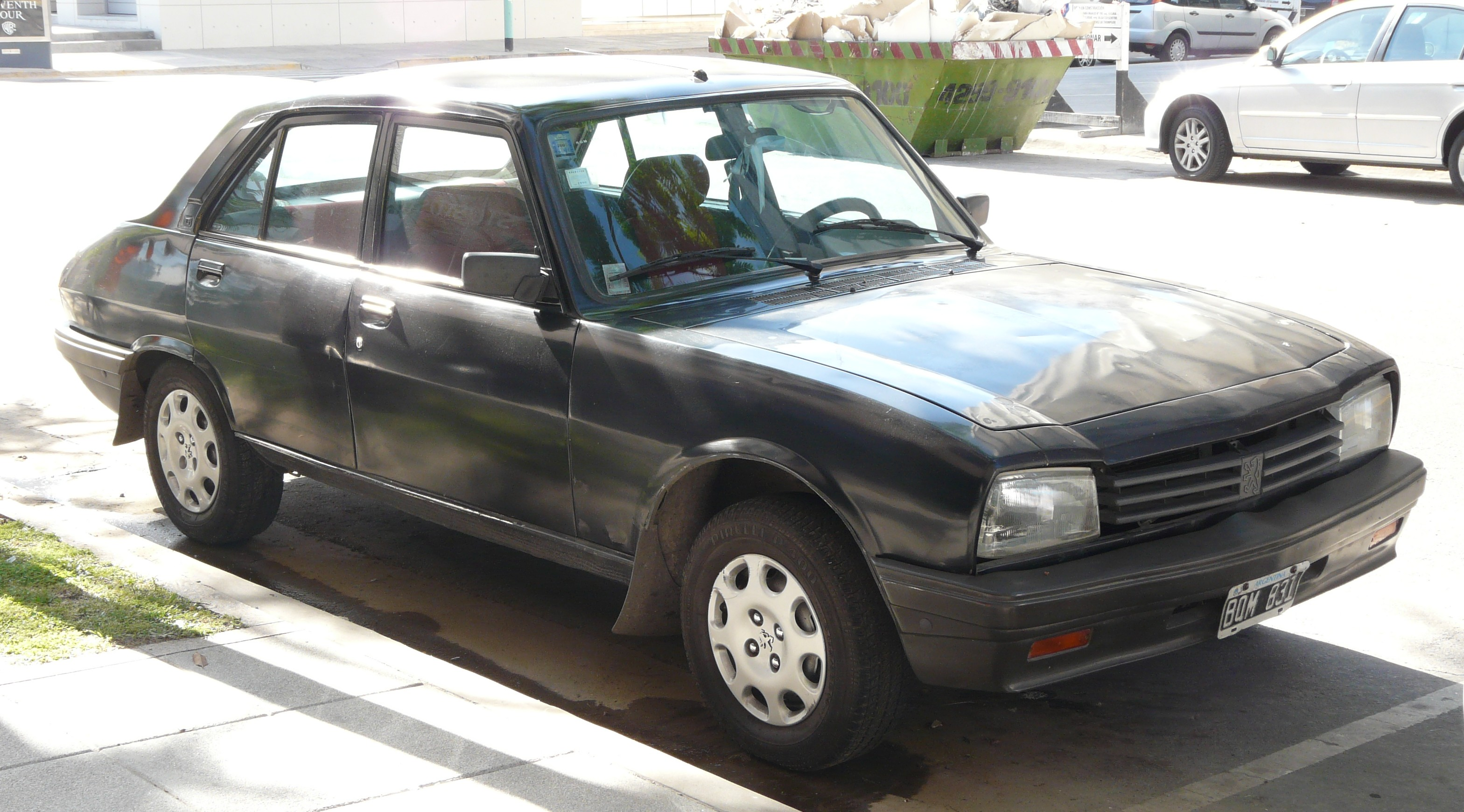
Il frontale, ristilizzato nel 1994, di una 504 per il mercato argentino

La fama, meritatamente conquistata sul campo, di robustezza e assoluta affidabilità, avevano permesso alla 504 berlina di riscuotere ampi consensi anche in Sudamerica e Africa. La forte richiesta da parte di questi mercati indusse la Casa a mantenere il modello in produzione, con pochissime modifiche, in Argentina e Nigeria, rispettivamente fino al secondo semestre del 1999 (con gli ultimi esemplari smaltiti nel 2000) e del 2005.
In Argentina, la 504 non solo sopravvisse a lungo, ma ne venne creata una nuova gamma con versioni brillanti come la 504 TN, con motore 2 litri da 110 CV, che divennero 116 sulla 504 GRTN, ed addirittura ci fu un nuovo e marcato restyling più moderno, avvenuto nel 1994, e che assieme al frontale più attuale, ma sempre simile a quello del 1968, ha comportato l'introduzione di gruppi ottici della coda dal disegno rinnovato, completamente diversi e quasi avveniristici. Questa nuova gamma si articolava nei modelli XS, XS Lusso e XSD. I primi due montavano il noto 2 litri a carburatore con potenze rispettivamente di 100 e 108 CV. La XSD montava invece l'altrettanto noto 2.3 litri diesel da 70 CV. Addirittura, come optional per questi modelli, si poteva avere il differenziale autobloccante. Negli ultimi anni di produzione, la versione da 108 CV sparì dal listino e rimasero le altre due, rinominate SL ed SLD. In totale, per il mercato argentino, furono prodotti oltre 495.000 esemplari di Peugeot 504.
Nel continente africano, ed in particolare in Nigeria e Kenya, la 504 monopolizzò in pratica la fascia medio-alta del mercato: la sua richiesta era tale che dagli anni ottanta in avanti molti francesi, soprattutto giovani, si improvvisarono commercianti di questo modello, acquistando per pochi soldi una 504 in buono stato (e ben fornita di pezzi di ricambio) ed affrontando un lungo viaggio in macchina dalla costa Mediterranea fino a paesi come il Ciad, il Mali o la Repubblica Centrafricana, dove la 504, una volta esposta, poteva essere venduta in poche ore a un prezzo di cinque o sei volte superiore a quello pagato in origine (l'inconveniente consisteva nel viaggio di ritorno, da compiere con mezzi di fortuna).
In tutto sono state prodotti poco meno di 3.700.000 504, un risultato superato, in casa Peugeot, soltanto dalla più piccola 205 ed in tempi più recenti anche dalla 206.

## Riepilogo versioni e caratteristiche
Di seguito vengono riepilogate le varie versioni previste per la gamma 504 prevista in Europa. I prezzi riportati sono in franchi e si riferiscono al momento del debutto nel mercato interno.
| Modello | Carrozzeria | Sigla modello | Motore | Cilindrata cm³ | Alimentazione                              | Potenza CV DIN/rpm | Coppia Nm/rpm | Cambio/ N°rapporti | Freni (ant./post.) | Sospensioni anteriori | Sospensioni posteriori | Massa a vuoto (kg) | Velocità max | Acceler. 0–100 km/h | Consumo (l/100 km) | Anni di produzione | Prezzo al debutto in franchi |
| Versioni a benzina |             |               |        |                |                                            |                    |               |                    |                    |                       |                        |                    |              |                     |                    |                    |                              |
| 504 | berlina     | A01           | XM     | 1796           | Carburatore Solex                          | 87/5500            | 134/3000      | M/4                | D/D                | Ruote indipendenti    | Assale rigido          | 1.145              | 156          | 14"8                | 11.6               | 1968-70            | 13.100                       |
| 504 L | berlina     | A01           | XM7    | 1796           | Carburatore Solex                          | 79/5100            | 142/2500      | M/4                | D/T                | Ruote indipendenti    | Assale rigido          | 1.145              | 154          | 15"8                | 10.7               | 1973-80            | 16.250                       |
| 504 GR/SR | berlina     | M01           | XM7    | 1796           | Carburatore Solex                          | 79/5100            | 142/2500      | M/4                | D/T                | Ruote indipendenti    | Assale rigido          | 1.160              | 154          | 15"8                | 10.7               | 1980-83            | 39.900                       |
| 504 Commerciale | commerciale | E01           | XM7    | 1796           | Carburatore Solex                          | 73/5000            | 137/2500      | M/4                | D/T                | Ruote indipendenti    | Assale rigido          | 1.195              | 146          | 17"1                | -                  | 1972-76            | 15.800                       |
| 504 Injection (1.8) | berlina     | A02           | XM-KF6 | 1796           | Iniezione meccanica Kugelfischer           | 97/5500            | 137/3000      | M/4                | D/D                | Ruote indipendenti    | Ruote indipendenti     | 1.145              | 168          | 12"2                | 11.3               | 1968-70            | 14.800                       |
| 504 Coupé (1.8) | Coupé       | C02           | XM-KF6 | 1796           | Iniezione meccanica Kugelfischer           | 97/5500            | 137/3000      | M/4                | D/D                | Ruote indipendenti    | Ruote indipendenti     | 1.165              | 175          | 12"6                | 10                 | 1969-70            | 24.000                       |
| 504 Cabriolet (1.8) | Cabriolet   | B02           | XM-KF6 | 1796           | Iniezione meccanica Kugelfischer           | 97/5500            | 137/3000      | M/4                | D/D                | Ruote indipendenti    | Ruote indipendenti     | 1.165              | 175          | 12"6                | 10                 | 1969-70            | 23.000                       |
| 504 (2.0)1 | berlina     | A11           | XN1    | 1971           | Carburatore doppio corpo Solex             | 93/5200            | 160/3000      | M/4                | D/D                | Ruote indipendenti    | Ruote indipendenti     | 1.175              | 162          | 13"2                | 10.8               | 1970-77            | 16.230                       |
| 504 (2.0)1 | berlina     | A11           | XN1    | 1971           | Carburatore doppio corpo Solex             | 96/5200            | 160/3000      | M/4                | D/D                | Ruote indipendenti    | Ruote indipendenti     | 1.175              | 164          | 13"2                | 10.6               | 1977-80            | 30.200                       |
| 504 (2.0)1 | Break       | D11           | XN1    | 1971           | Carburatore doppio corpo Solex             | 93/5200            | 160/3000      | M/4                | D/T                | Ruote indipendenti    | Assale rigido          | 1.270              | 160          | 15"                 | 12.1               | 1972-77            | 17.500                       |
| 504 (2.0)1 | Break       | D11           | XN1    | 1971           | Carburatore doppio corpo Solex             | 96/5200            | 160/3000      | M/4                | D/T                | Ruote indipendenti    | Assale rigido          | 1.270              | 162          | 15"                 | 12.1               | 1977-83            | 32.700                       |
| 504 (2.0)1 | Familiale   | F11           | XN1    | 1971           | Carburatore doppio corpo Solex             | 93/5200            | 160/3000      | M/4                | D/T                | Ruote indipendenti    | Assale rigido          | 1.270              | 164          | 15"                 | 12.1               | 1972-77            | 18.000                       |
| 504 (2.0)1 | Familiale   | F11           | XN1    | 1971           | Carburatore doppio corpo Solex             | 96/5200            | 160/3000      | M/4                | D/T                | Ruote indipendenti    | Assale rigido          | 1.270              | 162          | 15"                 | 12.1               | 1977-83            | 33.350                       |
| 504 Injection (2.0)2 | berlina     | A12           | XN2    | 1971           | Iniezione meccanica Kugelfischer           | 104/5200           | 168/3000      | M/4                | D/D                | Ruote indipendenti    | Ruote indipendenti     | 1.175              | 173          | 11"5                | 10                 | 1970-77            | 16.850                       |
| 504 Injection (2.0)2 | berlina     | A12           | XN2    | 1971           | Iniezione meccanica Kugelfischer           | 106/5200           | 168/3000      | M/4                | D/D                | Ruote indipendenti    | Ruote indipendenti     | 1.175              | 173          | 11"5                | 10                 | 1977-80            | 34.500                       |
| 504 Coupé (2.0) | coupé       | C12           | XN2    | 1971           | Iniezione meccanica Kugelfischer           | 104/5200           | 168/3000      | M/4                | D/D                | Ruote indipendenti    | Ruote indipendenti     | 1.165              | 179          | 11"2                | -                  | 1970-74            | 25.880                       |
| 504 Coupé (2.0) | coupé       | C12           | XN2    | 1971           | Iniezione meccanica Kugelfischer           | 106/5200           | 168/3000      | M/4                | D/D                | Ruote indipendenti    | Ruote indipendenti     | 1.165              | 179          | -                   | 10                 | 1978-80            | 50.500                       |
| 504 Coupé (2.0) | coupé       | C12           | XN2    | 1971           | Iniezione meccanica Kugelfischer           | 106/5200           | 168/3000      | M/5                | D/D                | Ruote indipendenti    | Ruote indipendenti     | 1.165              | 179          | -                   | -                  | 1980-83            | 70.000                       |
| 504 Cabriolet (2.0) | cabriolet   | B12           | XN2    | 1971           | Iniezione meccanica Kugelfischer           | 104/5200           | 168/3000      | M/4                | D/D                | Ruote indipendenti    | Ruote indipendenti     | 1.180              | 179          | -                   | -                  | 1970-74            | 24.730                       |
| 504 Cabriolet (2.0) | cabriolet   | B12           | XN2    | 1971           | Iniezione meccanica Kugelfischer           | 106/5200           | 168/3000      | M/4                | D/D                | Ruote indipendenti    | Ruote indipendenti     | 1.180              | 179          | -                   | 10                 | 1978-80            | 50.500                       |
| 504 Cabriolet (2.0) | cabriolet   | B12           | XN2    | 1971           | Iniezione meccanica Kugelfischer           | 106/5200           | 168/3000      | M/5                | D/D                | Ruote indipendenti    | Ruote indipendenti     | 1.180              | 179          | -                   | -                  | 1980-83            | 70.000                       |
| 504 V6 | Coupé       | C31           | ZM     | 2664           | Carburatore monocromo e doppio corpo Solex | 136/5750           | 207/3500      | M/4                | D/D                | Ruote indipendenti    | Ruote indipendenti     | 1.300              | 186          | 10"5                | 11.9               | 1974-78            | 41.550                       |
| 504 V6 | Coupé       | C31           | ZM     | 2664           | Iniezione meccanica K-Jetronic             | 144/5500           | 216/3000      | M/5                | D/D                | Ruote indipendenti    | Ruote indipendenti     | 1.300              | 189          | 10"4                | 11.7               | 1978-80            | 61.500                       |
| 504 V6 | Cabriolet   | B31           | ZM     | 2664           | Carburatore monocromo e doppio corpo Solex | 136/5750           | 207/3500      | M/4                | D/D                | Ruote indipendenti    | Ruote indipendenti     | 1.270              | 186          | 10"5                | 11.9               | 1974-78            | 40.350                       |
| Versioni diesel |             |               |        |                |                                            |                    |               |                    |                    |                       |                        |                    |              |                     |                    |                    |                              |
| 504 LD | berlina     | A01           | XD88   | 1948           | diesel aspirato iniezione indiretta        | 56/4500            | 121/2000      | M/4                | D/T                | Ruote indipendenti    | Assale rigido          | 1.195              | 132          | 22"2                | 9.3                | 1973-78            | 19.900                       |
| 504 D3 | berlina     | A01           | XD90   | 2112           | diesel aspirato iniezione indiretta        | 65/4500            | 125/2500      | M/4                | D/T                | Ruote indipendenti    | Assale rigido          | 1.160              | 135          | 22"8                | 8.5                | 1978-83            | 39.300                       |
| 504 Commerciale D | commerciale | E01           | XD88   | 1948           | diesel aspirato iniezione indiretta        | 53/4500            | 107/2000      | M/4                | D/T                | Ruote indipendenti    | Assale rigido          | 1.255              | 118          | 34"                 | 10.1               | 1971-73            | 18.000                       |
| 504 Commerciale D | commerciale | E01           | XD88   | 1948           | diesel aspirato iniezione indiretta        | 50/4500            | 107/2000      | M/4                | D/T                | Ruote indipendenti    | Assale rigido          | 1.255              | 116          | 36"                 | 10.1               | 1973-75            | 19.660                       |
| 504 Break LD | Break       | E01           | XD88   | 1948           | diesel aspirato iniezione indiretta        | 50/4500            | 107/2000      | M/4                | D/T                | Ruote indipendenti    | Assale rigido          | 1.300              | 133          | 22"2                | 9.4                | 1976-78            | 30.200                       |
| 504 Break LD | Break       | E01           | XD90   | 2112           | diesel aspirato iniezione indiretta        | 59/4500            | 121/2500      | M/4                | D/T                | Ruote indipendenti    | Assale rigido          | 1.330              | 130          | 22"8                | 9.4                | 1978-81            | 35.750                       |
| 504 Diesel | berlina     | M20           | XD90   | 2112           | diesel aspirato iniezione indiretta        | 65/4500            | 126/2000      | M/4                | D/D                | Ruote indipendenti    | Ruote indipendenti     | 1.175              | 134          | 23"6                | 9.3                | 1970-73            | 18.300                       |
| 504 Diesel | Familiale   | F40           | XD90   | 2112           | diesel aspirato iniezione indiretta        | 65/4500            | 126/2000      | M/4                | D/T                | Ruote indipendenti    | Assale rigido          | 1.300              | 126          | 29"                 | 9.6                | 1972-73            | 21.360                       |
| 504 GLD | berlina     | M20           | XD90   | 2112           | diesel aspirato iniezione indiretta        | 65/4500            | 126/2000      | M/4                | D/D                | Ruote indipendenti    | Ruote indipendenti     | 1.205              | 134          | 23"6                | 9.4                | 1973-77            | 20.800                       |
| 504 GLD | berlina     | M20           | XD2    | 2304           | diesel aspirato iniezione indiretta        | 70/4500            | 134/2000      | M/4                | D/D                | Ruote indipendenti    | Ruote indipendenti     | 1.205              | 141          | 20"2                | 8.6                | 1977-79            | 36.150                       |
| 504 GLD | Familiale   | F40           | XD90   | 2112           | diesel aspirato iniezione indiretta        | 65/4500            | 126/2000      | M/4                | D/T                | Ruote indipendenti    | Assale rigido          | 1.300              | 128          | 29"                 | 9.6                | 1973-78            | 22.270                       |
| 504 GLD | Familiale   | F40           | XD2    | 2304           | diesel aspirato iniezione indiretta        | 70/4500            | 134/2000      | M/4                | D/T                | Ruote indipendenti    | Assale rigido          | 1.335              | 130          | 22"8                | 9.5                | 1978-79            | 40.700                       |
| 1Denominata GL a partire dal 1973 e GR/SR a partire dal 1977 2Denominata 504 TI dal 1973 3Denominata GRD e SRD a partire dal 1979 (solo per la berlina) |             |               |        |                |                                            |                    |               |                    |                    |                       |                        |                    |              |                     |                    |                    |                              |

## La carriera sportiva

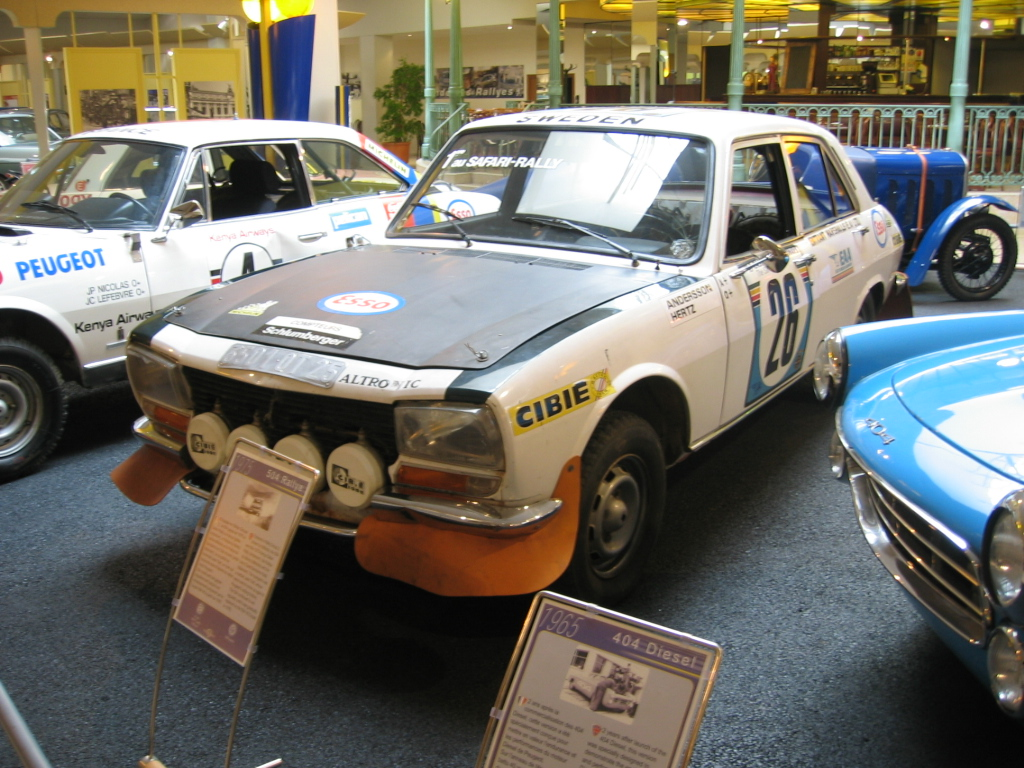
Peugeot 504 usata nelle competizioni rallistiche africane

La 504 ha avuto anche dei trascorsi sportivi non trascurabili. Nella maggior parte dei casi, le manifestazioni sportive in cui veniva impiegata erano dei rally in terra africana, dove la vettura riusciva a dimostrare la sua robustezza anche in condizioni estreme di utilizzo. Alle edizioni 1975 e 1978 del Rally Safari, la 504 conquistò due vittorie, rispettivamente con una berlina TI (cilindrata invariata - 175 CV a 7000 giri/min.) e con una coupé V6. Gli equipaggi delle due vetture erano rispettivamente Andersson-Hertz e Nicolas-Lefebvre.
Sempre nel 1975, al Rally del Marocco, una 504 TI vince con l'equipaggio Mikkola-Todt, mentre l'anno successivo arriva il bis con Nicolas-Gamet, sempre al volante di una 504 TI.
Ed infine, non vanno assolutamente dimenticate le quattro vittorie al Rally della Costa d'Avorio: le prime due, datate 1974 e 1975, sono state ottenute rispettivamente dalle 504 TI degli equipaggi Mäkinen-Liddon e Consten-Flocon. Ancora Mäkinen e Liddon hanno ottenuto una vittoria nel 1976 con una 504 V6 Coupé e sempre con una V6 Coupé, nel 1978, arrivò la vittoria anche per l'equipaggio Nicolas-Gamet.